# Jeunesse délinquante
Pour plus de détails, voir Fiche technique et Distribution.
Jeunesse délinquante (Violent Playground) est un film britannique réalisé par Basil Dearden, sorti en 1958.

## Synopsis
Le Sergent Truman est relevé de son enquête sur une série d'incendies volontaires à Liverpool et est transféré à la brigade des mineurs. Il garde un œil sur les jumeaux Murphy, qui ont été pris pour de petits vols, et ce faisant découvre l'attitude agressive de leur frère aîné Johnny. Malgré son amour grandissant pour leur sœur Cathy, Truman soupçonne Johnny d'être un pyromane.
Ce dernier croit qu'il a été trahi par sa sœur et par le prêtre de la paroisse. En s'enfuyant dans un camion de blanchisserie, Johnny tue le jeune chauffeur chinois et se réfugie dans une salle de classe où il prend les enfants en otages, en les menaçant de son arme. Après un long siège, Cathie persuade Johnny de se livrer.

## Fiche technique
- Titre original : Violent Playground
- Titre français : Jeunesse délinquante
- Réalisation : Basil Dearden
- Scénario : James Kennaway
- Direction artistique : Maurice Carter
- Décors : Terence Morgan
- Costumes : Joan Ellacott
- Photographie : Reginald Wyer
- Son : Sydney Wiles, Bill Daniels
- Montage : Arthur Stevens
- Musique : Philip Green
- Production : Michael Relph
- Production exécutive : Earl St. John
- Société de production : The Rank Organisation Film Productions
- Société de distribution : Rank Film Distributors
- Pays d'origine :  Royaume-Uni
- Langue originale : anglais
- Format : Noir et blanc — 35 mm — 1,75:1 — son mono
- Genre : Film policier
- Durée : 108 minutes
- Dates de sortie :
  - Royaume-Uni : 14 janvier 1958
  - France : 7 novembre 1958

## Distribution
- Stanley Baker : Sergent Truman
- Anne Heywood : Cathie Murphy
- David McCallum : Johnnie Murphy
- Peter Cushing : le prêtre
- John Slater : Sergent Walker
- Clifford Evans (en) : Heaven
- Moultrie Kelsall : le superintendant
- George A. Cooper : l'inspecteur-chef
- Brona Boland : Mary Murphy
- Fergal Boland : Patrick Murphy
- Sean Lynch : Slick